# ルイスの関係
ルイスの関係とは空調機器等で湿り空気の熱交換を考察する際によく用いられる仮定であり、熱伝達率h と物質伝達率hD の間に成り立つ次の関係のことである。
{\displaystyle {\frac {h}{h_{\mathrm {D} }}}=c_{\mathrm {p} }}
ここでcp は湿り空気の定圧比熱である。この関係式は、物質の相変化が流れ場に与える影響を無視できる時に実験的に成り立つものである。
ルイスの関係が成り立っていれば、熱交換器での熱交換量はエンタルピー差に比例し、実用設計において非常に便利な取り扱いができる。

## 導出
熱伝達と物質伝達にはアナロジーが存在する。すなわち、温度と物質濃度の変化は同様の方程式によって記述され、熱伝達に関する公式は、理論式、実験式を問わずそのまま物質伝達に関する公式に書きかえることができる。たとえば、熱伝達に関して
{\displaystyle Nu=C\cdot Re^{a}\cdot Pr^{b}}
という関係式が成り立っている場合、これをNu→Sh、Pr→Sc と置き換えれば、同一の流れ場での物質伝達について、
{\displaystyle Sh=C\cdot Re^{a}\cdot Sc^{b}}
が成り立つ。ここで、
{\displaystyle Nu:={\frac {hL}{k}}} ：ヌセルト数
h ：熱伝達率
L ：代表長さ
k ：空気の熱伝導率
{\displaystyle Sh:={\frac {h_{\mathrm {D} }L}{D\rho }}} ：シャーウッド数
hD ：絶対湿度差基準の物質伝達率 [kg/(m2s)]
D ：空気中の水蒸気の物質拡散係数
ρ ：湿り空気の密度
Re ：レイノルズ数
Pr ：プラントル数
Sc ：シュミット数
である。
この2式の比をとることにより、
{\displaystyle {\frac {Nu}{Sh}}=\left({\frac {Pr}{Sc}}\right)^{b}=Le^{-b}}
を得る。ここでLe はルイス数であり、Le=1 と仮定することにより
{\displaystyle {\frac {h}{h_{\mathrm {D} }}}={\frac {k}{D\rho }}}
が得られる。
さらにこの式を温度拡散率α を用いて書き換え、α/D = Le = 1であることを用いると、
{\displaystyle {\frac {h}{h_{\mathrm {D} }}}=c_{\mathrm {p} }}
が得られる。

## 応用
湿球温度計を用いた湿球温度の測定原理はルイスの関係を用いて考察される。測定系をモデル化し、球形の液滴が気温T∞の気流の中に存在しているとし、このとき液滴の温度Twがいくらになるかを考える。気流速度があまり速くなく、温度差T∞ - Tw > 0もあまり大きくないと仮定すれば液滴の蒸発は激しくなく、ルイスの関係が成り立つと考えてよい。液滴の蒸発潜熱をL、液滴が蒸発する質量速度を{\displaystyle {\dot {m}}}とすると、気流から液滴に単位時間あたりに与えられる熱量{\displaystyle {\dot {Q}}}は
{\displaystyle {\dot {Q}}=L{\dot {m}}}
である。一方、{\displaystyle {\dot {Q}},{\dot {m}}}は
{\displaystyle {\begin{aligned}{\dot {Q}}&=h\pi d^{2}(T_{\infty }-T_{w})\\{\dot {m}}&=h_{D}\pi d^{2}(w_{w}-w_{\infty })\end{aligned}}}
で与えられる。ここでdは液滴の直径、ww, w∞はそれぞれ液滴表面と主流中の水蒸気の質量分率である。
ルイスの関係が成り立っていればh/hD = cpであるから、
{\displaystyle T_{w}=T_{\infty }-{\frac {L}{c_{p}}}(w_{w}-w_{\infty })}
となり、液滴温度Twは気流速度によらずに定まることが分かる。この液滴温度が湿球温度であり、また水蒸気質量分率と水蒸気圧と一定の関係があるため、この関係式は湿球温度と水蒸気圧との関係とみなすことができる。
もう少し具体的に述べると、気流のレイノルズ数がRed = 0.6 - 2400の範囲では
{\displaystyle {\begin{aligned}h&={\frac {k}{d}}(2+0.57Re_{d}^{1/2}Pr^{1/3})\\h_{D}&={\frac {D\rho }{d}}(2+0.57Re_{d}^{1/2}Sc^{1/3})\end{aligned}}}
である。ルイスの関係が成り立っていればPr = Sc、かつk/(ρ cp D) = 1であるから、h/hD = cpであることが確認できる。